# Sergio Bruni
Pour les articles homonymes, voir Bruni.
Sergio Bruni, nom de scène de Guglielmo Chianese, né à Villaricca le 15 septembre 1921 et mort à Rome le 22 juin 2003, est un chanteur, guitariste et compositeur italien surnommé « la Voce di Napoli » (« La voix de Naples »).

## Biographie
Sergio Bruni est né dans la commune de Villaricca, près de Naples. À neuf ans, il commence à fréquenter une école de musique. Deux ans plus tard, il joue de la clarinette dans un groupe local. En 1938, sa famille déménage à Chiaiano, où il commence à travailler comme ouvrier. 
En septembre 1943, il rejoint un groupe de volontaires pour s'opposer à l'armée allemande dans la région. Au retour d'une action, il est blessé lors d'un conflit avec des soldats allemands.  Après sa sortie de l'hôpital, devenu boiteux, il retourne étudier la musique avec Vittorio Parisi et fait ses débuts au Théâtre royal de Naples le 14 mai 1944.
En octobre 1944, il remporte un concours de chant qui aboutit à un contrat avec Radio Naples, où il travaille sous la direction de Gino Campese. En 1948, il épouse Maria Cerulli. Ils ont quatre filles.
Au cours des années suivantes, il connaît le succès tant sur scène qu’en enregistrement de studio. En 1960, il rentre à Naples pour se consacrer aux chansons napolitaines. Son succès  Carmela (1975) est devenu un classique du genre napolitain. L’album qui suit, Levate 'a maschera Pulicenella, lui permet de faire des apparitions à la télévision et sur scène.
En mars 2000, il quitte Naples pour rejoindre ses filles à Rome. En 2001, il enregistre sa dernière chanson, Ma dov'è, chantée avec Lino Blandizzi et publiée dans l'album Blandizzi incontra Sergio Bruni.
Sergio Bruni meurt à l'hôpital de Rome le 22 juin 2003.

## Filmographie
- 1957 : Serenata a Maria de Luigi Capuano
- 1974 : Il viaggio de Vittorio De Sica[4]